# جاك لومير
جاك لومير هو لاعب هوكي الجليد كندي، ولد في 7 سبتمبر 1945 في مونتريال في كندا.

## وصلات خارجية
- جاك لومير على موقع دوري الهوكي الوطني (الإنجليزية)
- جاك لومير على موقع EliteProspects.com (الإنجليزية)
- جاك لومير على موقع HockeyDB.com (الإنجليزية)
- جاك لومير على موقع Hockey-Reference.com (الإنجليزية)
- جاك لومير على موقع قاعة كيبيك للمشاهير الرياضية (الفرنسية)
- جاك لومير على موقع الموسوعة البريطانية (الإنجليزية)
- جاك لومير على موقع إن إن دي بي (الإنجليزية)